# NGC 690
NGC 690 је спирална галаксија у сазвежђу Кит која се налази на NGC листи објеката дубоког неба.
Деклинација објекта је - 16° 43' 17" а ректасцензија 1h 47m 48,0s. Привидна величина (магнитуда) објекта NGC 690 износи 14,5 а фотографска магнитуда 15,2. NGC 690 је још познат и под ознакама MCG -3-5-21, A 0145-16, PGC 6587.